# Grande Prêmio do México de 2017
Grande Prêmio do México de 2017 (formalmente denominado Formula 1 Gran Premio de México 2017) é a décima oitava etapa da temporada de 2017 da Fórmula 1. Foi disputada em 29 de outubro de 2017 no Autódromo Hermanos Rodríguez, Cidade do México, México.

## Relatório

### Treino Classificatório
Q1
Treino classificatório iniciado, e vantagem para a dupla da Mercedes, sendo Hamilton o primeiro com 1m17s518, seguido de Bottas, apenas 0s060 atrás do companheiro de equipe. Líder da primeira sessão, Verstappen fechou em terceiro com a RBR, enquanto o tetracampeão Vettel foi o quarto na Ferrari #5. Repetindo o bom desempenho dos treinos livres, Alonso fechou o Q1 em uma excelente quinta colocação no cockpit da McLaren. Com problemas no carro, Gasly sequer saiu dos boxes, e largará em último com a STR.
Eliminados:
Q2
Pela primeira vez no Q2, Hartley teve que abandonar a segunda parte do treino graças a uma quebra do motor na STR. Na parte de cima da classificação, Verstappen pulverizou o recorde da pista com uma volta em 1m16s524, colocando a RBR #33 na primeira colocação. Na briga pelo título, Vettel foi o segundo, 0s346 atrás do holandês, com Hamilton na cola, em terceiro. Em uma final de semana ruim, a Williams não conseguiu colocar nenhum dos pilotos no Q3, sendo Massa o 11º e Stroll o 12º. Já a dupla da McLaren sequer saiu dos boxes.
Eliminados:
Q3
Verstappen tratou de iniciar a última fase do treino dando as cartas: 1m16s574. Atrás dele, Vettel com 1m16s833, seguido de Hamilton. O alemão da Ferrari, porém não quis deixar passar a oportunidade de largar na frente do rival inglês, e voou na última volta rápida para anotar a pole position no México com 1m16s488. O holandês da RBR manteve a segunda colocação, enquanto o líder do campeonato sairá em terceiro. Na briga interna da Renault, melhor para Hulkenberg que fechou em oitavo, uma posição à frente do companheiro de equipe Sainz, o nono.

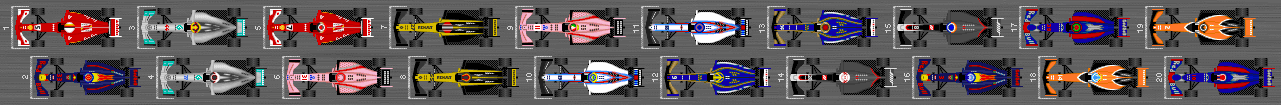
Grid de Largada

### Corrida
A decisão do título em favor de Hamilton começou empolgante. Poucas curvas após a largada, Max Verstappen conseguiu tomar a ponta de Sebastian Vettel após leve toque do piloto da Ferrari. Lewis tentou passar o alemão, que não cedeu, e os dois tocaram. Seb teve a asa dianteira avariada, enquanto o britânico teve o pneu traseiro furado. Os dois postulantes ao título foram aos boxes e despencaram para a última posição. Os incidentes foram considerados de corrida, não sendo necessária qualquer investigação. Cenário perfeito para Verstappen, na dianteira da prova.
Tanto Vettel como Hamilton trocaram pneus após a parada nos boxes, mudando os ultramacios para os macios, talvez indicando uma estratégia diferente. Lá na frente, Bottas vinha em segundo, seguido por Esteban Ocon, Nico Hülkenberg, Sergio Pérez e Felipe Massa. Daniel Ricciardo, que largou em 16º, já estava em oitavo após tantas confusões. Com forte ritmo de prova, Verstappen já abria vantagem confortável para Bottas e vinha bem na frente. Em contrapartida, Ricciardo encerrava de forma melancólica um fim de semana que lhe parecia muito bom, abandonando a prova ainda no começo. Pouco antes, pilotos como Massa — após um problema no seu pneu, identificado pela Williams — e Sainz também entravam nos boxes para fazer suas respectivas paradas, colocando pneus macios. A grande surpresa era a presença de Marcus Ericsson em nono.
Na volta 13, Massa vendeu caro a 15ª posição para Vettel, que fez a ultrapassagem após quase tocar no carro do brasileiro. O tetracampeão se irritou e disse que Felipe o jogou pra fora da pista. Ainda assim, Seb conseguiu ganhar a posição, enquanto Hamilton continuava no fundo do pelotão, em 19º e último. Instantes depois, Romain Grosjean sofria uma punição de 5s por ter excedido os limites da pista. Enquanto Verstappen sobrava na frente, Vettel continuava abrindo caminho lá atrás e subia para 13º após passar Grosjean no fim da reta dos boxes. Até que, na volta 19, todo o público se levantou e, com os punhos cerrados, lembrou as vítimas na tragédia ocorrida no último dia 19 de setembro com o terremoto em várias cidades ao redor do país. Sem dúvidas, o momento mais tocante de todo o domingo.
Ocon, que vinha bem na prova em terceiro lugar, entrava nos boxes para efetuar sua troca de pneus, com a Force India colocando os pneus macios para ir até o fim. Em seguida, a prova teve um momento dos mais curiosos do ano: Hamilton estava logo à frente de Verstappen como retardatário. A direção de prova cumpriu a regra e acenou bandeira azul ao virtual tetracampeão, pedindo que ele abrisse passagem ao holandês. A última vez que tal situação ocorreu foi no GP da Espanha de 2013, também o último vencido por Fernando Alonso na F1. Lewis seguia na última posição e não conseguia passar Sainz, o 18º. Mesmo com a falta de ritmo de Hamilton e Vettel escalando o pelotão, havia apenas uma chance ao alemão: terminar a prova pelo menos em segundo lugar. Caso finalizasse em terceiro, Lewis teria tudo definido no México. Quem também tinha tudo definido era Nico Hülkenberg, que abandonava a prova na volta 27 por conta de um problema elétrico na sua Renault. Eis que finalmente, na volta seguinte, Hamilton conseguia passar Sainz e subia para 18º. Muito longe de Vettel, que já estava em décimo. Porém, cada vez mais perto do título, considerando que Seb precisava ganhar ainda uma infinidade de posições. O alemão subia para oitavo três voltas depois ao conseguir passar Stoffel Vandoorne e Fernando Alonso.
Na volta 32, outro motor Renault abria o bico no fim de semana. Brendon Hartley ficava novamente no caminho com sua Toro Rosso. Como parou numa posição perigosa, a direção de prova acionou o safety-car virtual, o que levou todo mundo a ir para os boxes. Hamilton resolveu trocar os macios pelos supermacios. Vettel ousou e arriscou com os ultramacios. Restavam ainda 37 voltas para o fim da prova.
Verstappen continuava soberano na frente, com Bottas em segundo e Räikkönen em terceiro. Vettel, a quem só interessava terminar pelo menos em segundo, vinha em oitavo, enquanto Hamilton era o 15º. Massa surgia em décimo. Poucos avanços entre os dois postulantes ao título a partir da volta 40. Vettel ocupava a sétima posição, bem atrás do ídolo local Sergio Pérez. Hamilton vinha tranquilo, em 13º lugar, só esperando pelo momento da consagração.
Na volta 51, Vettel passava 'Checo' Pérez para tomar o sexto lugar, ficando atrás de Lance Stroll, o anniversariante do dia — que, diga-se, fazia uma grande corrida. Ocon, em quarto, estava bem mais à frente. O mexicano arriscou e entrou nos boxes para fazer nova parada e colocar pneus ultramacios para seu stint final, enquanto Hamilton aparecia em 12º, sem se arriscar, logo atrás da McLaren de Vandoorne e da Williams de Massa. Mas não demorou muito para Lewis entrar na zona de pontuação e fazer as duas ultrapassagens para subir ao décimo lugar. Vettel também abria caminho e chegava ao quarto lugar na volta 58, com Räikkönen à frente, 24s031 faltando 11 voltas para o fim. Ao ser informado pela Ferrari sobre a diferença para Ferrari, Vettel brincou: "Mamma mia!".
Nas voltas finais, Hamilton só escoltava Alonso, nono colocado, e Kevin Magnussen, oitavo. Se bem que Lewis tentou passar seu primeiro grande rival na F1. Foi um duelo empolgante entre dois dos grandes nomes da história do esporte. O britânico fez a ultrapassagem na raça e subiu para nono lugar. Um brilho final em uma jornada com drama e emoção para confirmar o tetracampeonato duas voltas depois.

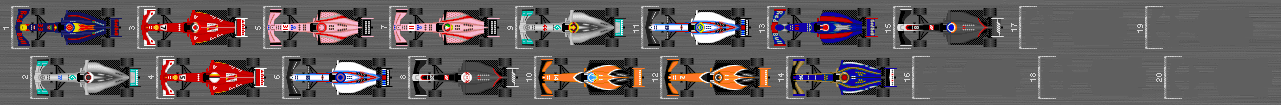
Resultado da corrida

## Pneus
| Nome do composto | Cor | Banda de rolamento | Condições de Tempo | Dry Type  | Aderência      | Longevidade   |
| ---------------- | --- | ------------------ | ------------------ | --------- | -------------- | ------------- |
| Ultra Macio      |     | Slick (P Zero)     | Seco               | Ultrasoft | Mais aderência | Menos durável |
| Super Macio      |     | Slick (P Zero)     | Seco               | Supersoft | Mais aderência | Menos durável |
| Macio            |     | Slick (P Zero)     | Seco               | Soft      | Médio          | Médio         |

## Resultados

### Treino Classificatório
| Pos.                     | Nº | Piloto            | Construtor           | Q1       | Q2       | Q3       | Grid |
| ------------------------ | -- | ----------------- | -------------------- | -------- | -------- | -------- | ---- |
| 1                        | 5  | Sebastian Vettel  | Ferrari              | 1:17.665 | 1:16.870 | 1:16.488 | 1    |
| 2                        | 33 | Max Verstappen    | Red Bull-TAG Heuer   | 1:17.630 | 1:16.524 | 1:16.574 | 2    |
| 3                        | 44 | Lewis Hamilton    | Mercedes             | 1:17.518 | 1:17.035 | 1:16.934 | 3    |
| 4                        | 77 | Valtteri Bottas   | Mercedes             | 1:17.578 | 1:17.161 | 1:16.958 | 4    |
| 5                        | 7  | Kimi Räikkönen    | Ferrari              | 1:18.148 | 1:17.534 | 1:17.238 | 5    |
| 6                        | 31 | Esteban Ocon      | Force India-Mercedes | 1:18.336 | 1:17.827 | 1:17.437 | 6    |
| 7                        | 3  | Daniel Ricciardo  | Red Bull-TAG Heuer   | 1:18.208 | 1:17.631 | 1:17.447 | 165  |
| 8                        | 27 | Nico Hülkenberg   | Renault              | 1:18.322 | 1:17.792 | 1:17.433 | 7    |
| 9                        | 55 | Carlos Sainz Jr.  | Renault              | 1:18.405 | 1:17.753 | 1:17.794 | 8    |
| 10                       | 11 | Sergio Pérez      | Force India-Mercedes | 1:18.020 | 1:17.868 | 1:17.807 | 9    |
| 11                       | 19 | Felipe Massa      | Williams-Mercedes    | 1:18.570 | 1:18.099 | —        | 10   |
| 12                       | 18 | Lance Stroll      | Williams-Mercedes    | 1:18.902 | 1:19.159 | —        | 11   |
| 13                       | 28 | Brendon Hartley   | Toro Rosso-Renault   | 1:18.683 | S/Tempo  | —        | 176  |
| 14                       | 14 | Fernando Alonso   | McLaren-Honda        | 1:17.170 | S/Tempo  | —        | 183  |
| 15                       | 2  | Stoffel Vandoorne | McLaren-Honda        | 1:18.578 | S/Tempo  | —        | 192  |
| 16                       | 9  | Marcus Ericsson   | Sauber-Ferrari       | 1:19.176 | —        | —        | 12   |
| 17                       | 94 | Pascal Wehrlein   | Sauber-Ferrari       | 1:19.333 | —        | —        | 13   |
| 18                       | 20 | Kevin Magnussen   | Haas-Ferrari         | 1:19.443 | —        | —        | 14   |
| 19                       | 8  | Romain Grosjean   | Haas-Ferrari         | 1:19.473 | —        | —        | 15   |
| Tempo dos 107%: 1:22.944 |    |                   |                      |          |          |          |      |
| 20                       | 10 | Pierre Gasly      | Toro Rosso-Renault   | S/Tempo  | —        | —        | 2014 |
| Fonte:                   |    |                   |                      |          |          |          |      |

Notas
↑1  - Pierre Gasly (Toro Rosso) não conseguiu definir o tempo, dentro do requisito de 107%, mas recebeu a permissão dos comissários de correr na prova.
↑2  - Stoffel Vandoorne (McLaren) perdeu 35 posições do grid por uso adicional de um elemento da unidade de potência.
↑3  - Fernando Alonso (McLaren) perdeu 20 posições do grid por uso adicional de um elemento da unidade de potência.
↑4  - Pierre Gasly (Toro Rosso) perdeu 15 posições do grid por uso adicional de um elemento da unidade de potência.
↑5  - Daniel Ricciardo (Red Bull) perdeu 20 posições do grid por uso adicional de um elemento da unidade de potência.
↑6  - Brendon Hartley (Toro Rosso) perdeu 20 posições do grid por uso adicional de um elemento da unidade de potência.

### Corrida
| Pos.   | Nu. | Piloto            | Construtor           | Voltas | Tempo/Retirado | Grid | Pontos |
| ------ | --- | ----------------- | -------------------- | ------ | -------------- | ---- | ------ |
| 1      | 33  | Max Verstappen    | Red Bull-TAG Heuer   | 71     | 1:36:26.552    | 2    | 25     |
| 2      | 77  | Valtteri Bottas   | Mercedes             | 71     | +19.678        | 4    | 18     |
| 3      | 7   | Kimi Räikkönen    | Ferrari              | 71     | +54.007        | 5    | 15     |
| 4      | 5   | Sebastian Vettel  | Ferrari              | 71     | +1:10.078      | 1    | 12     |
| 5      | 31  | Esteban Ocon      | Force India-Mercedes | 70     | +1 Volta       | 6    | 10     |
| 6      | 18  | Lance Stroll      | Williams-Mercedes    | 70     | +1 Volta       | 11   | 8      |
| 7      | 11  | Sergio Pérez      | Force India-Mercedes | 70     | +1 Volta       | 9    | 6      |
| 8      | 20  | Kevin Magnussen   | Haas-Ferrari         | 70     | +1 Volta       | 14   | 4      |
| 9      | 44  | Lewis Hamilton    | Mercedes             | 70     | +1 Volta       | 3    | 2      |
| 10     | 14  | Fernando Alonso   | McLaren-Honda        | 70     | +1 Volta       | 18   | 1      |
| 11     | 19  | Felipe Massa      | Williams-Mercedes    | 70     | +1 Volta       | 10   |        |
| 12     | 2   | Stoffel Vandoorne | McLaren-Honda        | 70     | +1 Volta       | 19   |        |
| 13     | 10  | Pierre Gasly      | Toro Rosso-Renault   | 70     | +1 Volta       | 20   |        |
| 14     | 94  | Pascal Wehrlein   | Sauber-Ferrari       | 69     | +2 Voltas      | 13   |        |
| 15     | 8   | Romain Grosjean   | Haas-Ferrari         | 69     | +2 Voltas      | 15   |        |
| Ret    | 55  | Carlos Sainz Jr.  | Renault              | 59     |                | 8    |        |
| Ret    | 9   | Marcus Ericsson   | Sauber-Ferrari       | 55     |                | 12   |        |
| Ret    | 28  | Brendon Hartley   | Toro Rosso-Renault   | 30     |                | 17   |        |
| Ret    | 27  | Nico Hülkenberg   | Renault              | 24     |                | 7    |        |
| Ret    | 3   | Daniel Ricciardo  | Red Bull-TAG Heuer   | 5      |                | 16   |        |
| Fonte: |     |                   |                      |        |                |      |        |

## Curiosidade
- Sebastian Vettel conquista 50º pole position da carreira na Fórmula 1.
- Lewis Hamilton é tetracampeão mundial de Fórmula 1.

## Voltas na Liderança
| Nº de Voltas | Piloto         | Voltas |
| ------------ | -------------- | ------ |
| 71           | Max Verstappen | (1-71) |

## 2017DHLFastest Pit Stop Award

### Resultado
| 1      | 77 | Valtteri Bottas  | Mercedes             | 2.19 | 25 |
| 2      | 18 | Lance Stroll     | Williams-Mercedes    | 2.21 | 18 |
| 3      | 19 | Felipe Massa     | Williams-Mercedes    | 2.45 | 15 |
| 4      | 7  | Kimi Räikkönen   | Ferrari              | 2.68 | 12 |
| 5      | 10 | Pierre Gasly     | Toro Rosso-Renault   | 2.70 | 10 |
| 6      | 5  | Sebastian Vettel | Ferrari              | 2.75 | 8  |
| 7      | 33 | Max Verstappen   | Red Bull-TAG Heuer   | 2.75 | 6  |
| 8      | 31 | Esteban Ocon     | Force India-Mercedes | 2.77 | 4  |
| 9      | 55 | Carlos Sainz     | Renault              | 2.84 | 2  |
| 10     | 20 | Kevin Magnussen  | Haas-Ferrari         | 2.87 | 1  |
| Fonte: |    |                  |                      |      |    |

### Classificação
| Tabela do DHL Fastest Pit Stop Award \| Pos \| Construtor \| Pontos \| Var \| \| --- \| -------------------- \| ------ \| --- \| \| 1 \| Mercedes \| 453 \| 0 \| \| 2 \| Williams-Mercedes \| 388 \| 0 \| \| 3 \| Red Bull-TAG Heuer \| 302 \| 0 \| \| 4 \| Ferrari \| 209 \| 0 \| \| 5 \| Force India-Mercedes \| 143 \| 0 \| \| 6 \| Toro Rosso \| 140 \| 0 \| \| 7 \| Haas-Ferrari \| 126 \| 0 \| \| 8 \| McLaren-Honda \| 48 \| 0 \| \| 9 \| Renault \| 8 \| 0 \| \| 10 \| Sauber-Ferrari \| 1 \| 0 \| |                      |        |     |
| Pos | Construtor           | Pontos | Var |
| 1 | Mercedes             | 453    | 0   |
| 2 | Williams-Mercedes    | 388    | 0   |
| 3 | Red Bull-TAG Heuer   | 302    | 0   |
| 4 | Ferrari              | 209    | 0   |
| 5 | Force India-Mercedes | 143    | 0   |
| 6 | Toro Rosso           | 140    | 0   |
| 7 | Haas-Ferrari         | 126    | 0   |
| 8 | McLaren-Honda        | 48     | 0   |
| 9 | Renault              | 8      | 0   |
| 10 | Sauber-Ferrari       | 1      | 0   |

## Tabela do campeonato após a corrida
Somente as cinco primeiras posições estão incluídas nas tabelas.
| Pos | Piloto           | Pontos | Var |
| --- | ---------------- | ------ | --- |
| 1   | Lewis Hamilton   | 333    | 0   |
| 2   | Sebastian Vettel | 277    | 0   |
| 3   | Valtteri Bottas  | 262    | 0   |
| 4   | Daniel Ricciardo | 192    | 0   |
| 5   | Kimi Räikkönen   | 178    | 0   |

| Pos | Construtor           | Pontos | Var |
| --- | -------------------- | ------ | --- |
| 1   | Mercedes             | 595    | 0   |
| 2   | Ferrari              | 455    | 0   |
| 3   | Red Bull-TAG Heuer   | 340    | 0   |
| 4   | Force India-Mercedes | 175    | 0   |
| 5   | Williams-Mercedes    | 76     | 0   |

|  |              |
|  | Campeão      |
|  | Vice-Campeão |
|  | 3º Colocado  |

- Commons